# Libor Malina
Libor Malina (Kladno, 14 giugno 1973) è un ex discobolo ceco.

## Palmarès
| Anno | Manifestazione    | Sede       | Evento           | Risultato | Misura  | Note |
| ---- | ----------------- | ---------- | ---------------- | --------- | ------- | ---- |
| 1991 | Europei juniores  | Salonicco  | Lancio del disco | 9º        | 50,42 m |      |
| 1992 | Mondiali juniores | Seul       | Lancio del disco | 5º        | 54,06 m |      |
| 1997 | Mondiali          | Atene      | Lancio del disco | 27º       | 58,00 m |      |
| 1998 | Europei           | Budapest   | Lancio del disco | 10º       | 60,58 m |      |
| 1999 | Mondiali          | Siviglia   | Lancio del disco | 31º       | 57,18 m |      |
| 2000 | Olimpiadi         | Sydney     | Lancio del disco | 25º       | 60,83 m |      |
| 2003 | Mondiali          | Parigi     | Lancio del disco | 18º       | 61,35 m |      |
| 2004 | Olimpiadi         | Atene      | Lancio de disco  | 10º       | 58,78 m |      |
| 2005 | Mondiali          | Helsinki   | Lancio del disco | 13º       | 62,41 m |      |
| 2010 | Europei           | Barcellona | Lancio del disco | 32º       | 53,64 m |      |